# Miss America (comics)
Pour l’article homonyme, voir Miss America.
Madeline Joyce, alias Miss America, est une super-héroïne évoluant dans l'univers Marvel de la maison d'édition Marvel Comics. Créé par le scénariste Otto Binder et le dessinateur Al Gabriele, le personnage de fiction apparaît pour la première fois dans le comic book Marvel Mystery Comics #49 en novembre 1943 paru chez Timely Comics, le prédécesseur de Marvel Comics.

## Historique de la publication
Miss America apparait pour la première fois dans Marvel Mystery Comics #49 publié en novembre 1943 ; sa dernière apparition de Âge d'or des comics date du #85 en 1948.
Elle apparait aussi entretemps dans la série All Winners Comics, et est brièvement l'héroïne de sa propre série homonyme qui ne dure qu'un numéro, paru en janvier 1944.
Le nom « Miss America » et la numérotation de sa série est cependant reprise en novembre pour une nouvelle publication, un magazine composé d'histoires humoristiques et sentimentales destinées aux adolescentes, où un nouveau personnage n'appartenant pas (encore) à l'univers des super-héros est créé pour l'occasion : Patsy Walker, qui en devient la nouvelle héroïne.
Le personnage de Miss America continue toutefois d'apparaître dans ses propres histoires pendant les premiers numéros du magazine, avant de disparaitre définitivement de ses pages. Le magazine homonyme continue sans elle sa parution jusqu'en 1958, sur-titré « Patsy Walker Starring in... » à partir de 1951, et changeant à nouveau de format en 1953 pour redevenir un comics.
L'héroïne homonyme sera intégrée dans la continuité de l'univers Marvel dans les années 1970, où on en fait rétroactivement l'une des membres des Envahisseurs et de la Légion de la Liberté dans le passé de l'univers fictionnel.

## Biographie du personnage
Madeline Joyce gagne le pouvoir de voler et une super-force après avoir été frappé par un éclair dans les années 1940. Elle utilise ses pouvoirs pour combattre les nazis aux côtés des Envahisseurs et de la Légion de la Liberté, où elle rencontre son futur mari Robert Frank, le super-héros surnommé le Bolide.
Elle quitte avec lui le monde des super-héros, et tombe enceinte, accouchant d'un enfant mutant qui deviendra Nuklo.
Lors d'un voyage en Europe, elle est accueillie à nouveau enceinte dans la forteresse de Wundagore du Maître de l'évolution où elle meurt en couches ainsi que son nouveau-né malformé ; à la place, la sage femme humanoïde Bova présente comme siens à son mari deux nouveau-nés qu'elle venait d'accoucher d'une autre femme qui venait de les abandonner ; il refuse de s'en occuper et prend la fuite.
Les deux enfants deviendront la Sorcière Rouge et Vif-Argent, qui croiront pendant un temps eux aussi être les enfants du couple, avant de découvrir l'existence de leur mère génétique qui les avait abandonné pour les soustraire à l'influence de leur vrai père, Magnéto. Ils cacheront la vérité à Robert Frank, jusqu'à sa mort des mains du super-vilain Ibiza qui avait irradié le couple dans sa jeunesse par vengeance, causant la mort de Miss America.